# LZ 14

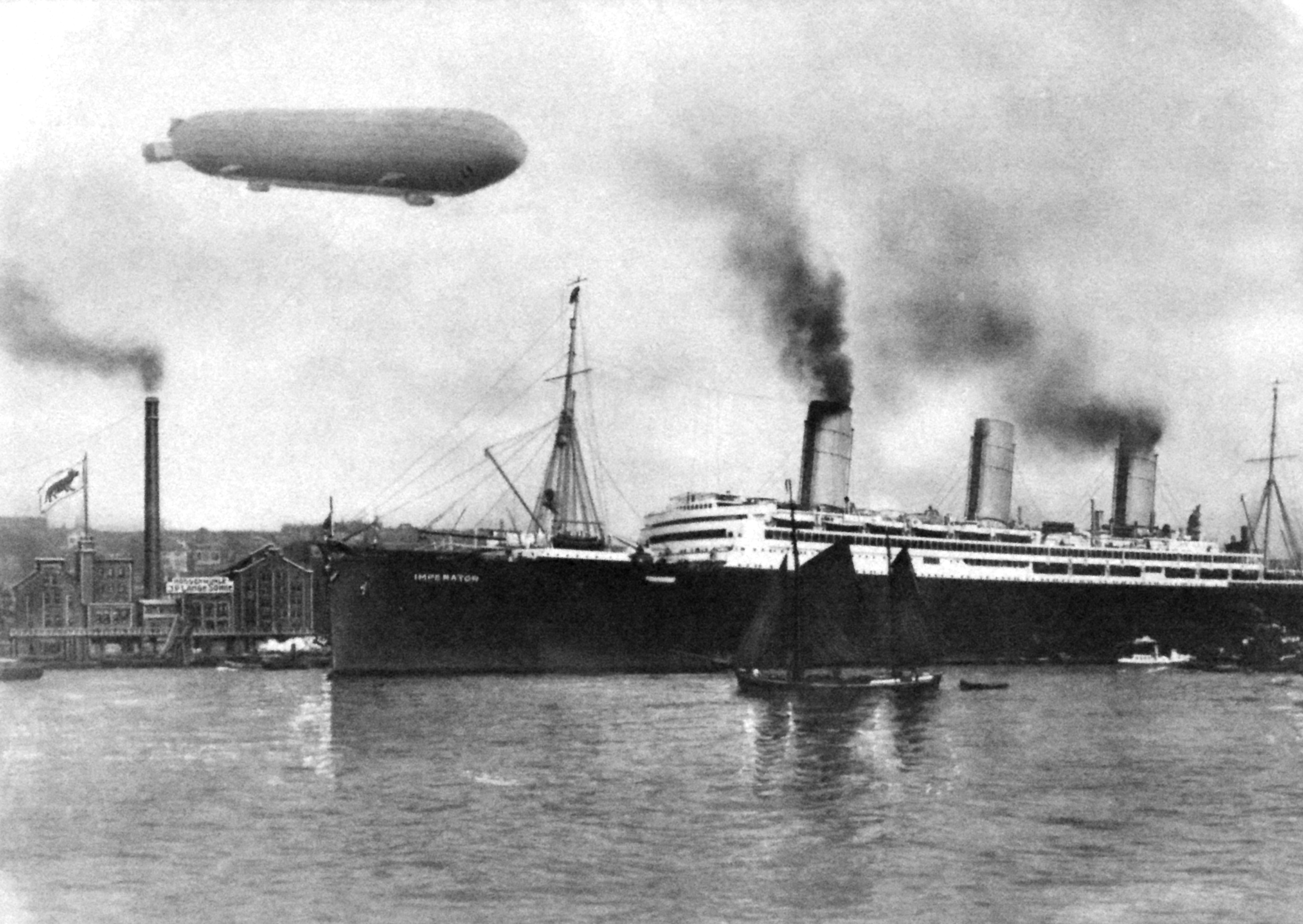
L 1 und der Imperator bei der Mühle J. P. Lange Söhne an der Elbe bei Altona, 1913

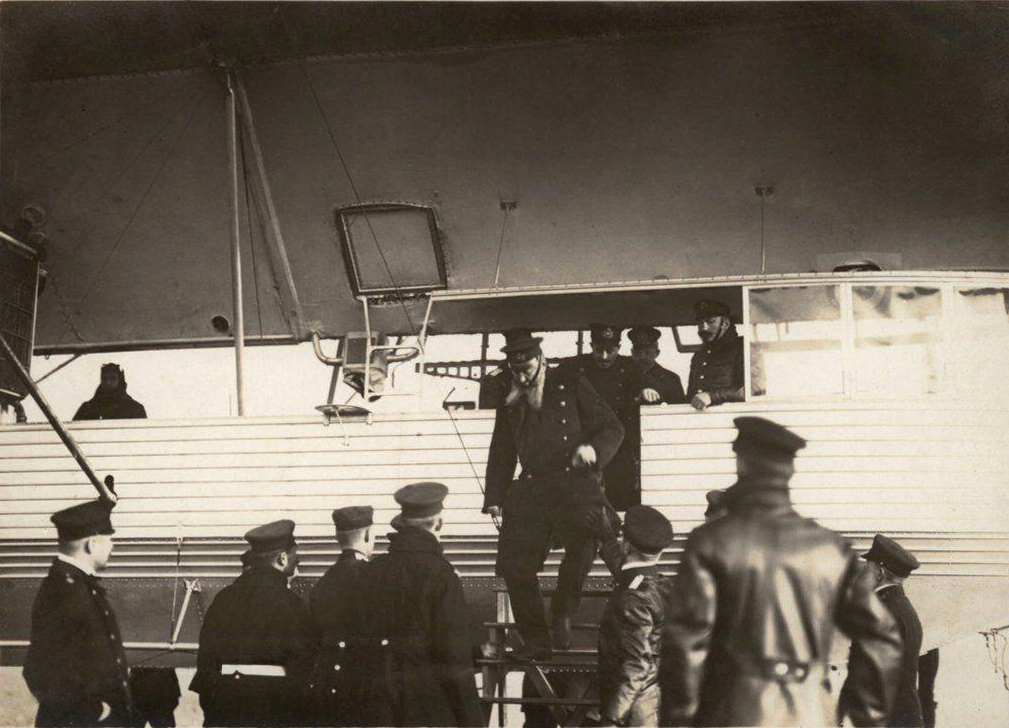
Großadmiral Alfred von Tirpitz nach einem Flug mit dem L 1, 1913

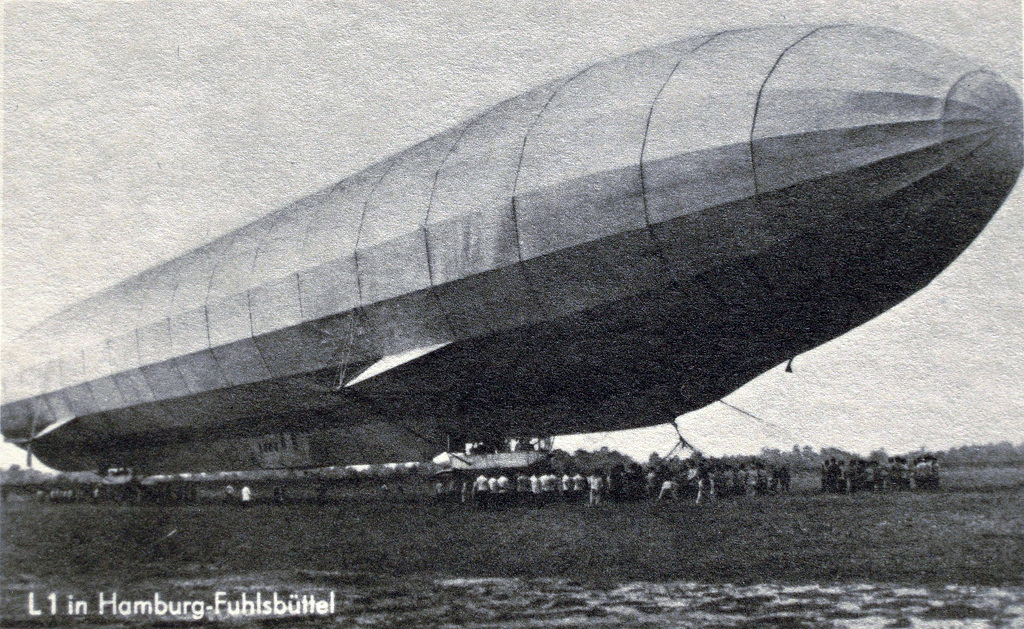
L 1 in Hamburg-Fuhlsbüttel, 1913

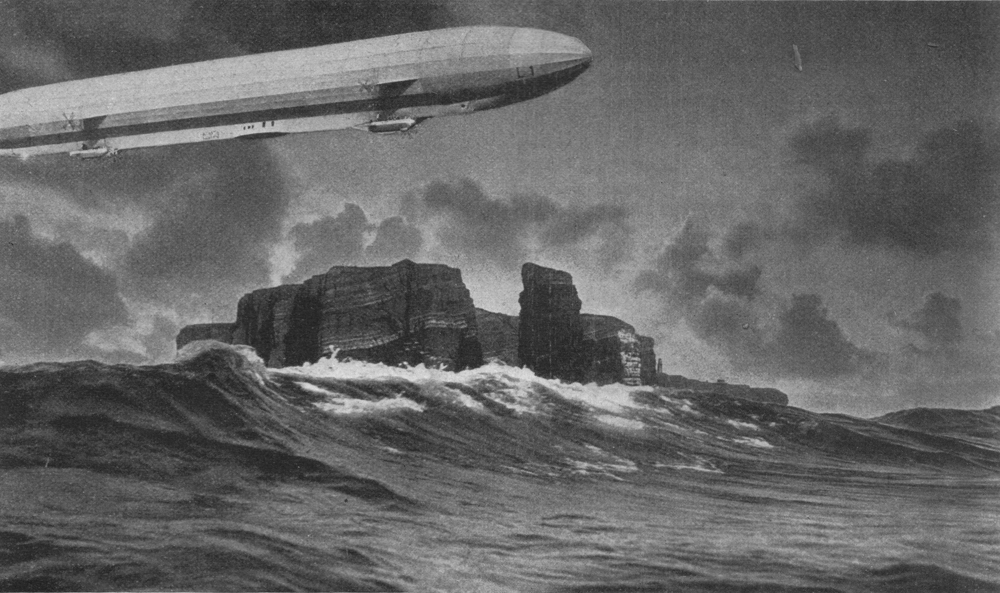
L 1 bei Helgoland, 1913 (Fotomontage nach einem Foto ohne Luftschiff von Franz Schensky)

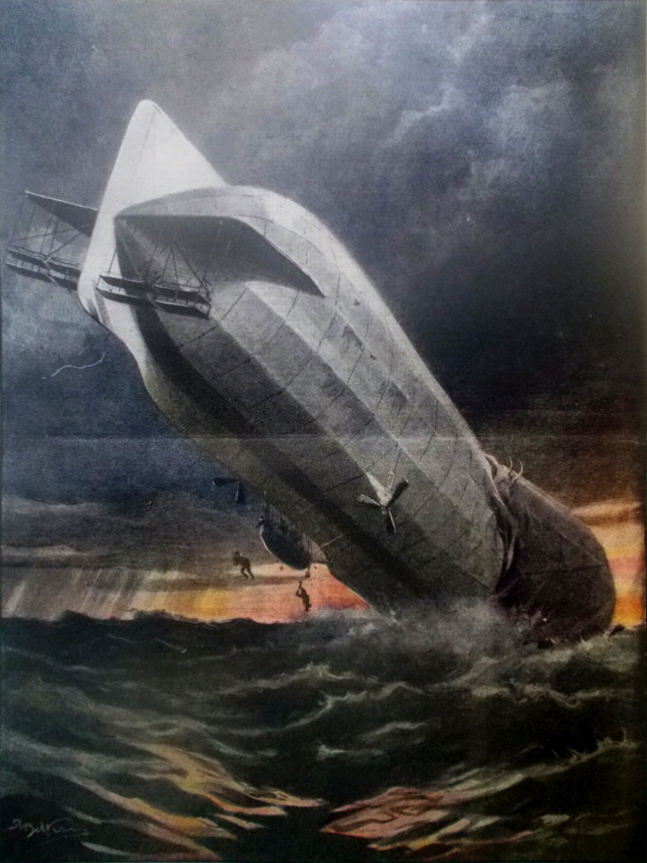
Absturz des L 1, Illustration von Achille Beltrame. Backcover der italienischen Zeitschrift La Domenica del Corriere vom 28. September 1913.

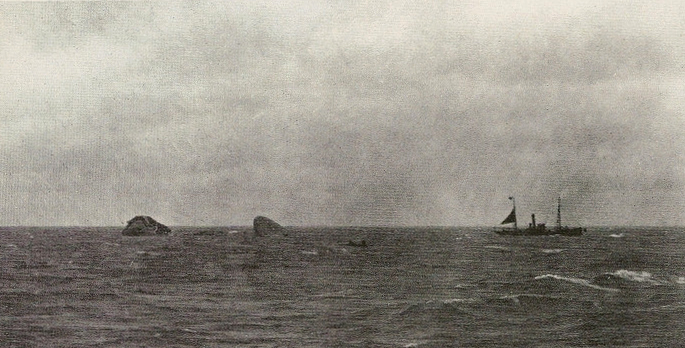
Noch sichtbare Teile vom L 1 kurz vor dem Untergehen

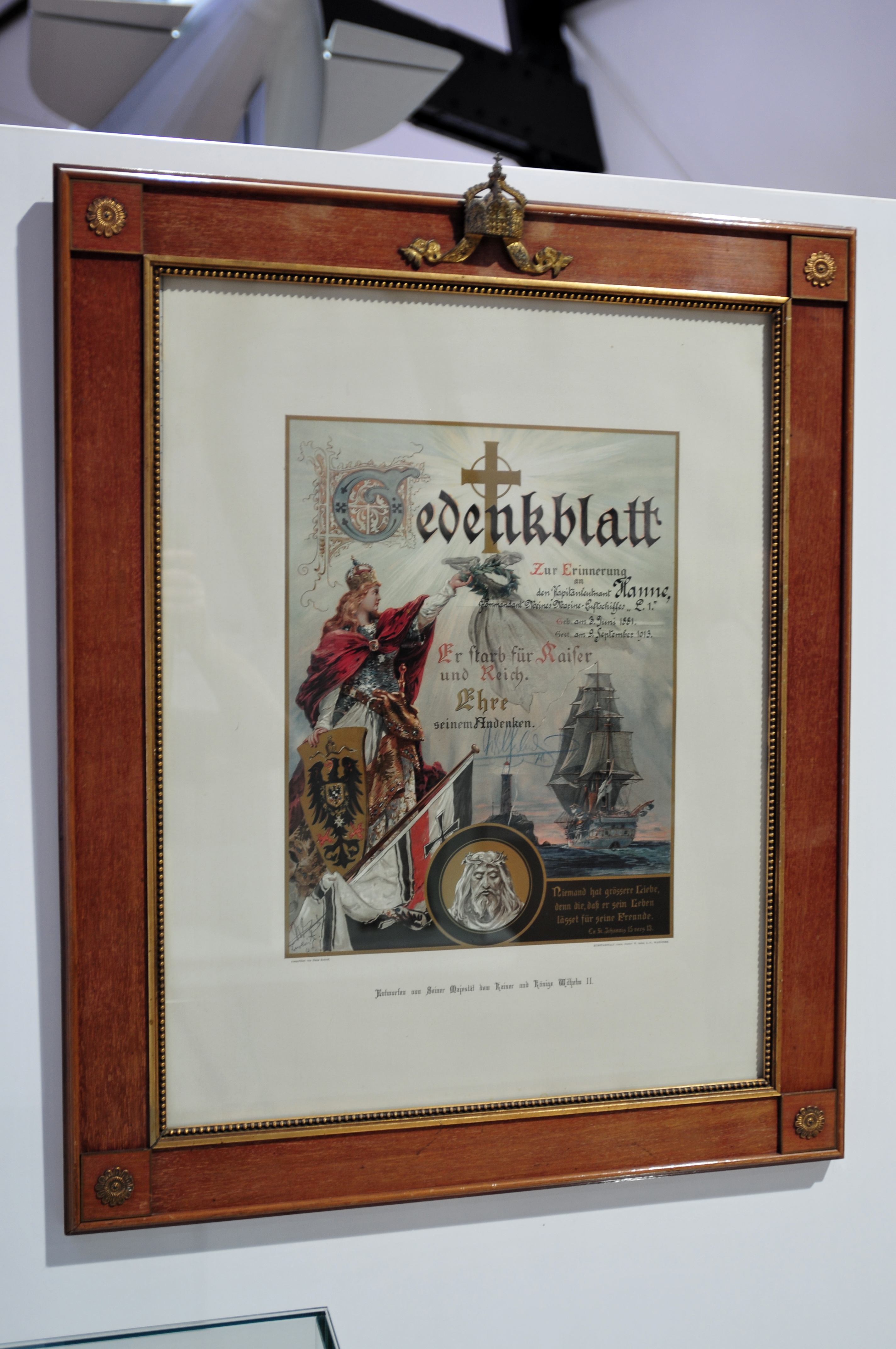
Gedenkblatt zu Ehren von Kapitänleutnant Hanne von Kaiser Wilhelm II. im Aeronauticum in Nordholz

Der Zeppelin LZ 14 war ein deutsches Starrluftschiff, das unter der Bezeichnung L 1 das erste Marineluftschiff der Kaiserlichen Marine war. Am 9. September 1913 stürzte es in die Nordsee. 14 der 20 Besatzungsmitglieder starben bei dem Unglück.

## Geschichte

### Das erste Marineluftschiff
Der Zeppelin LZ 14 (LZ für Luftschiff-Zeppelin) wurde 1912 von der Luftschiffbau Zeppelin GmbH in Friedrichshafen für die Kaiserliche Marine hergestellt. Er wurde am 24. April 1912 für 850.000 Reichsmark von ihr bestellt. Im Juli 1912 wurde das Marine-Luftschiff-Detachement unter Korvettenkapitän Friedrich Metzing (1875–1913) in Johannisthal aufgestellt. Am 7. Oktober hatte LZ 14 seinen ersten Aufstieg.

### Flugplatz Johannisthal
Morgens, am 17. Oktober ab 10 Uhr 30, wurde das Luftschiff, nach einem circa 30-stündigen Dauerflug von Friedrichshafen nach Johannisthal, in Gegenwart von Ferdinand von Zeppelin vom Staatssekretär Großadmiral Alfred von Tirpitz in der großen Halle der Luftverkehrsgesellschaft (LVG) auf dem Flugplatz Johannisthal persönlich abgenommen. Anwesend waren zudem Vizeadmiral Karl Dick, Kapitän Hoffmann, Kapitän Müller, Direktor der Luftschiffbau Zeppelin GmbH Alfred Colsman, Oberingenieur Ludwig Dürr, Korvettenkapitän Metzing, Kapitänleutnant Günther Hanne, Kapitänleutnant Mecklenburg und Oberingenieur Hans Busch. Die drei Maybach-Motoren waren auseinandergenommen worden, um eventuellen Verschleiß feststellen zu können. Die Prüfung ergab, dass die Motorenteile nicht im Geringsten Verschleißerscheinungen zeigten. Nach fast einstündiger Prüfung des Luftschiffes erklärte Großadmiral Alfred von Tirpitz das Luftschiff als in den Reichsdienst übernommen und übergab Korvettenkapitän Metzing offiziell das Kommando über LZ 14, das die Marinekennzeichnung L 1 (L 1 für Luftschiff 1) erhielt. Der Großadmiral beglückwünschte anschließend den Grafen Ferdinand von Zeppelin. L 1 wurde auf dem Flugplatz Johannisthal stationiert und diente dort hauptsächlich der Schulung von Marineoffizieren zum Luftschiffkommandanten und anderem Luftschiffpersonal.
Am 4. Januar 1913 hatte das Luftschiff seinen ersten Aufstieg als L 1 mit Kapitänleutnant Hanne als Kommandanten. Mit an Bord bei der Fahrt war neben dem Personal der Großadmiral Alfred von Tirpitz. Ende Februar wurde beim Einbringen des L 1 in die Luftschiffhalle ein Propeller beschädigt, für den ein neuer Propeller telegrafisch bei der Luftschiffbau Zeppelin GmbH bestellt wurde. Nach einer längeren Wartezeit und dem Austausch des Propellers nahm Prinz Heinrich von Preußen an der Probefahrt teil, die zu seiner Zufriedenheit ausfiel.

### Luftschiffhafen Hamburg-Fuhlsbüttel
Ende April wurde L 1 in Hamburg-Fuhlsbüttel stationiert. Am 21. April startete das Luftschiff um 8 Uhr 15 in Johannisthal und landete um 17 Uhr 30 bei der Luftschiffhalle der Hamburger Luftschiffhallen GmbH (HLG) auf dem Gelände des heutigen Flughafens Hamburg. Neben Kapitänleutnant Günther Hanne und Oberingenieur Hans Busch, der kurz vor dem 9. September von der L 1 abkommandiert wurde, um an der Überführung des L 2 von Friedrichshafen nach Johannisthal teilzunehmen, nahm auch der zukünftige Kommandant des L 2, Kapitänleutnant Freyer, an der Fahrt teil. Neben den vielen Fahrten ab Hamburg erfolgte am 28. Mai die erste Fahrt nach Helgoland. Anfang Juni kehrte L 1 nach Johannisthal zurück, war aber bald darauf wieder in Hamburg-Fuhlsbüttel stationiert.

### Die letzte Fahrt
Am 9. September 1913 um 13 Uhr 30 startete L 1 mit 20 Besatzungsmitgliedern in Hamburg-Fuhlsbüttel zu seiner 68. Fahrt, um an einem Marinemanöver teilzunehmen. Es herrschte ruhiges Wetter. Kommandant des Luftschiffes war Kapitänleutnant Hanne. Mit an Bord war auch der Kommandeur des Marine-Luftschiff-Detachements, Korvettenkapitän Friedrich Metzing. Die Fahrt führte die Elbe entlang über Blankenese, Glückstadt und der Elbmündung in Richtung Helgoland. Nachdem L 1 Helgoland überflogen hatte, verfinsterte sich der Himmel. Heftige vertikale und horizontale Sturmböen traten plötzlich auf, begleitet von schweren, wolkenbruchartigen Regengüssen. L 1 wurde in vertikaler Richtung um mehrere hundert Meter hin- und hergeworfen, wobei einige der Besatzungsmitglieder in die See fielen. Trotz Ruderlegens und Abwurf allen Ballasts stürzte L 1 mit der Spitze voran etwa 14 Seemeilen nördlich von Helgoland auf die unruhige See. Durch den Aufprall brach das Gerüst des Luftschiffes mehrmals in der Mitte durch. Bis circa 19 Uhr, eine halbe Stunde nach dem Aufprall, konnte L 1 durch die Gaszellen noch schwimmen, bis es unterging.
Eine Viertelstunde nach dem Aufprall war Kapitän Lühring mit dem Fischdampfer Orion aus Geestemünde an der Unfallstelle. Er und seine Mannschaft erblickten sieben Mann der Luftschiffmannschaft, von denen vier bis zum Hals im Wasser standen und drei sich am Gerüst des Luftschiffes festklammerten. Zuerst retteten sie Oberleutnant Grimm, dann Funktelegrafistenmaat Heldemeier, der mit den Füßen eingeklemmt war, was die Rettung erschwerte und verzögerte. Inzwischen war auch die Hannover zur Stelle, setzte zwei Boote aus und rettete Oberleutnant Wendt, Obermaschinist Lehmann, Obermaschinistenmaat Schönfelder und Funktelegrafistenmaat Spieler. Acht Minuten später war von L 1 nichts mehr zu sehen.
Die Schleswig-Holstein fischte dann den leblosen Körper von Bootsmannmaat Bausmer aus dem Wasser, doch die Wiederbelebungsversuche scheiterten. Die 13 anderen Toten waren der Kommandeur des Marine-Luftschiff-Detachements Korvettenkapitän Friedrich Metzing, Kapitänleutnant Günther Hanne, Oberleutnant Hans-Helmuth Freiherr von Maltzahn, Marineingenieur Wehner, Steuermann Zimmermann, Obermaschinistenmaat Lutz, Obermaschinistenmaat Müller, Obermaschinistenmaat Adam, Maschinistenmaat Bruder, Maschinistenmaat Strotzück, Obersignalmaat Pahlke, Obersignalmaat Kürschner und Bootsmannmaat Menge. Ihre Leichen hat man nie gefunden.
Der Absturz des L 1 beschäftigte die nationalen oder internationalen Medien. Viele Staatsoberhäupter kondolierten nach dem Absturz der L 1. Zu Ehren von Kapitänleutnant Hanne ließ Kaiser Wilhelm II. ein Gedenkblatt veröffentlichen. Ein Blatt der Auflage hängt im Aeronauticum in Nordholz. Die Fahrten und das Unglück des L 1 inspirierten mehrere Künstler, deren Illustrationen in Zeitschriften und auf Postkarten gedruckt veröffentlicht wurden oder als Druck erschienen, wie zum Beispiel Michael Zeno Diemer, Friedrich Mißfeldt oder Achille Beltrame.
Kapitänleutnant Günther Hanne, der sich kurz vor dem Unglücksflug verlobte, war der Sohn des Pastors Johannes Robert Hanne (1842–1923) an der St.-Johannis-Kirche in Hamburg-Eppendorf und Enkel des Theologen Johann Wilhelm Hanne. Der vor dem Unglücksflug abkommandierte Marineoberingenieur Hans Busch starb als Mitglied der Abnahme-Kommission des L 2 bei der Explosion und dem anschließenden Absturz des L 2 am 17. Oktober 1913 in Johannisthal, bei dem alle 28 Insassen starben.

## Technische Daten
- Länge: 158 m[10]
- Durchmesser: 14,9 m
- Traggasvolumen: 22.470 m³ Wasserstoff in 18 Gaszellen
- Tragkraft: 26.110 kg
- Leermasse: 16.710 kg
- Nutzlast: 9.400 kg
- Motorenanzahl: 3 Maybach-Motoren
- Motorleistung: 121,357 kW (165 PS)
- Gesamtleistung: 364,072 kW (495 PS)
- Geschwindigkeit: 76,32 km/h

## Gedenkstätten
- Auf dem Friedhof der Namenlosen auf der Insel Düne neben Helgoland befindet sich eine Gedenkstätte, die an die Besatzungen der Torpedoboote S 178 und G 171 sowie an die des Hebebootes Unterelbe und des Luftschiffes L 1 erinnert. Die Gedenkstätte wurde am 23. Juni 1914 enthüllt, im Zweiten Weltkrieg zerstört und 1968 durch den Deutschen Marinebund wiederhergestellt.

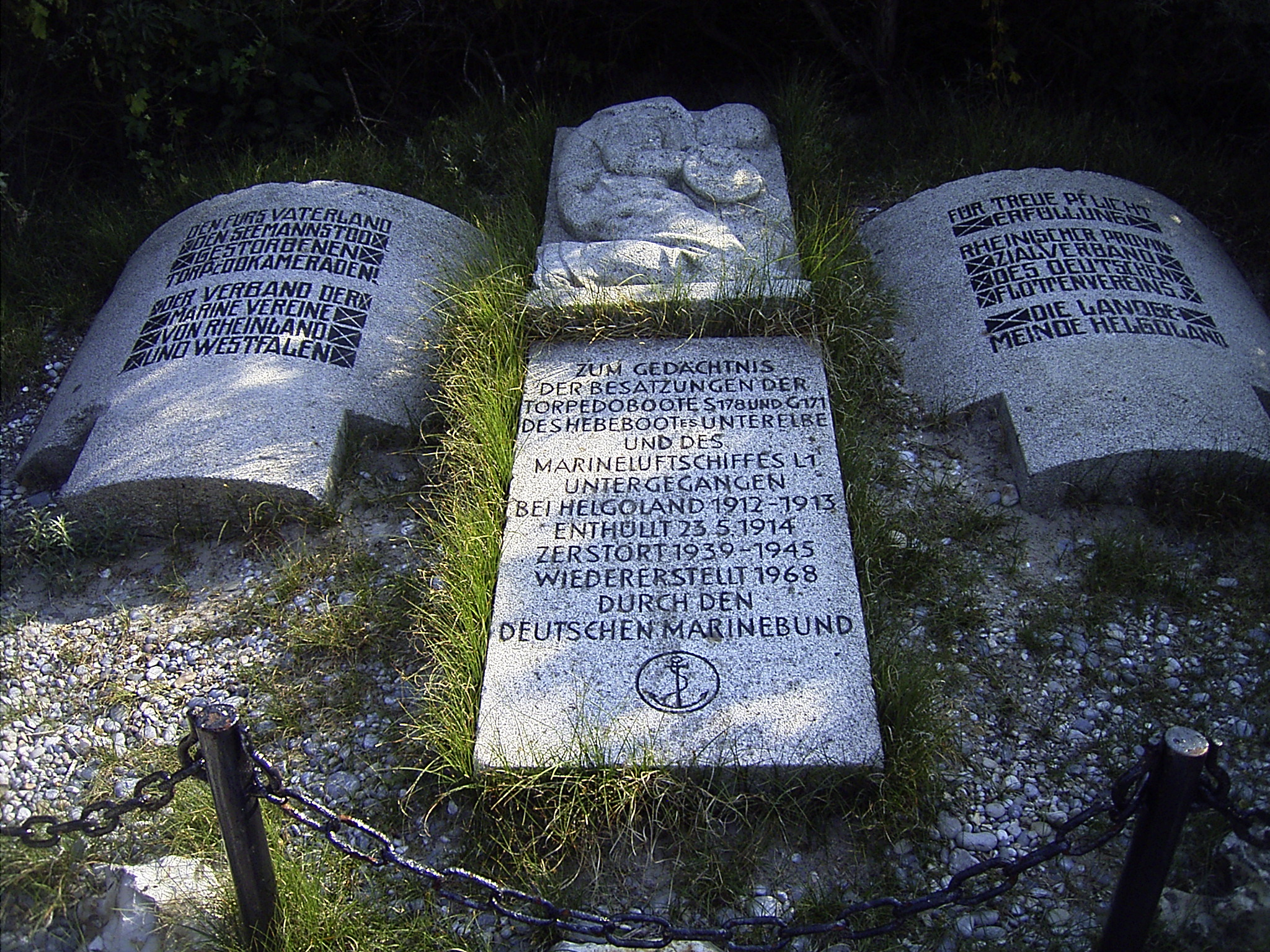
Gedenkstätte
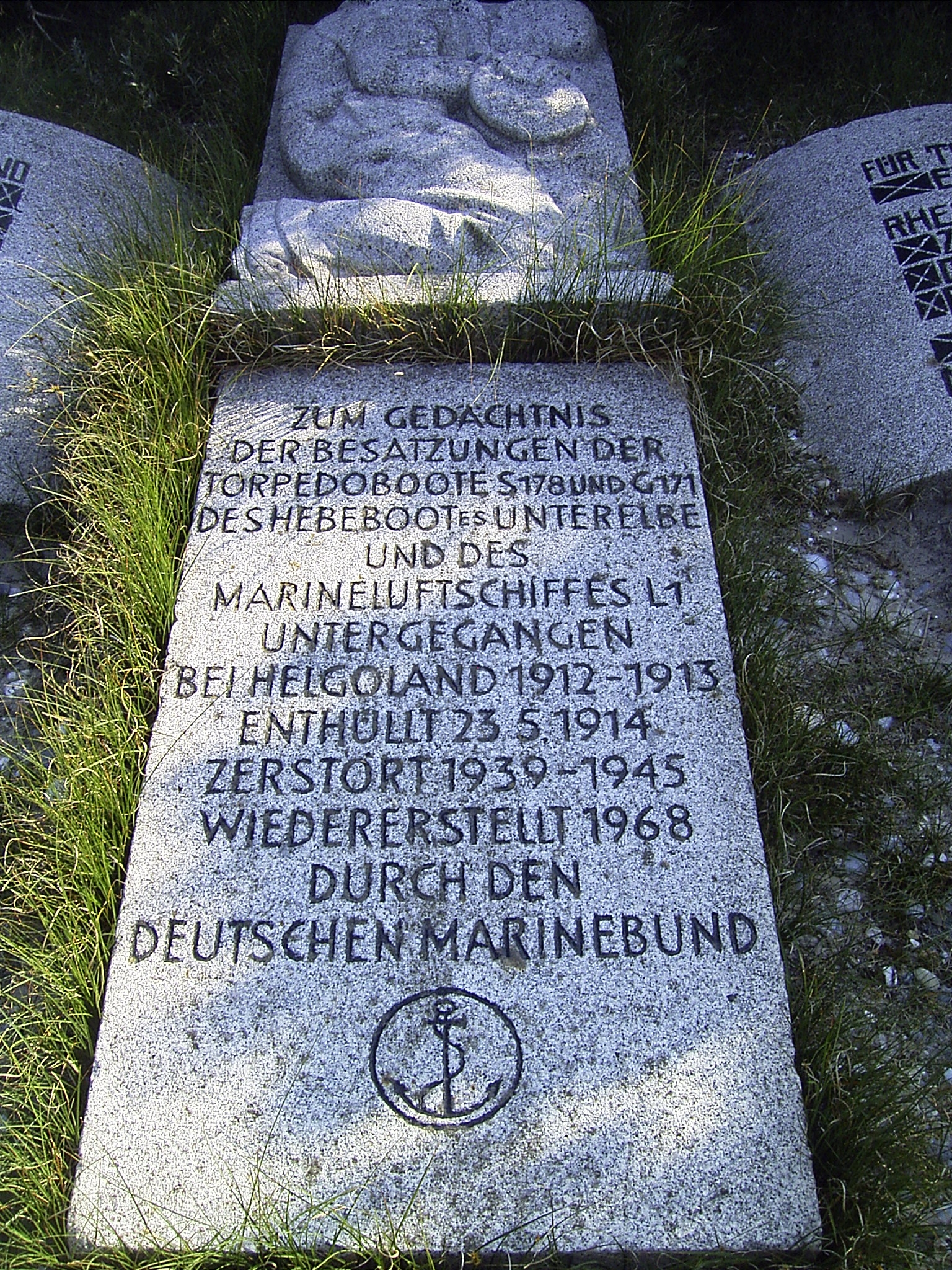
Teilansicht

- In der Pauluskirche in Kiel hängt im Kirchenschiff rechts neben dem Eingang eine Gedenktafel aus weißem Marmor, die an vier tote Besatzungsmitglieder des L 1 erinnert. Sie trägt die Inschrift:[11]

„L.1.

Von Angehörigen der Marinestation Ostsee

haben am 9. Sept. 1913 den Tod gefunden:

Korvettenkapitän Metzing

Kapitänleutnant Hanne

Oberleutnant z. S. Freiherr v. Maltzahn (Hans-Helmuth)

Marine-Ingenieur Wehner

‚Sie ruhen von ihrer Arbeit, ihre Werke

folgen ihnen nach.‘ Offb. 14,13.“

- Auf dem Marinestützpunkt Heppenser Groden in Wilhelmshaven befindet sich das Denkmal der I. Werftdivision, das an die Gefallenen dieser Division erinnert. Unter den Namen sind auch vier Nachnamen von Besatzungsmitgliedern des L 1, und zwar die der Obermaschinistenmaate Adam, Bruder, Lutz und Müller.[12] In den Opferlisten der damaligen Zeitungsmeldungen ist Bruder auch statt als Obermaschinistenmaat als Maschinistenmaat aufgeführt.[13]

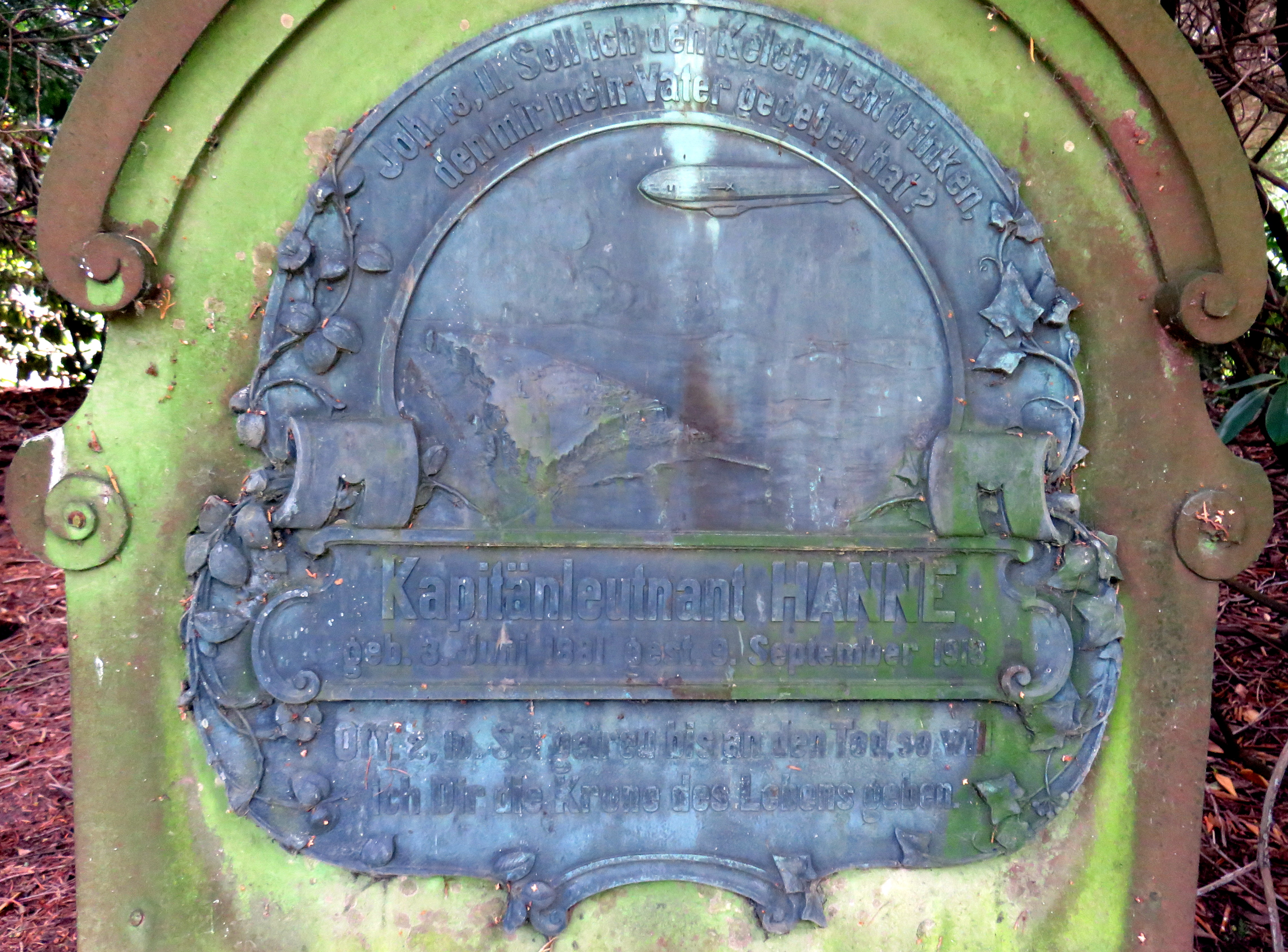
Bronzerelief am Grabstein für Günther Hanne, Friedhof Ohlsdorf

- Auf dem Friedhof Ohlsdorf in Hamburg-Ohlsdorf befindet sich ein Grabmal, das Kapitänleutnant Günther Hanne gewidmet ist. Es wird angenommen, dass es nach den Plänen des Architekten und ersten Friedhofsdirektors Wilhelm Cordes errichtet wurde, der auch den Friedhof selbst und die meisten Gebäude darauf entwarf. Das Grabmal besteht aus zwei voreinander aufgestellten, unterschiedlich hohen Stelen aus rotem Mainsandstein mit bronzenen Reliefplatten. Die Platte der hinteren, höheren Stele zeigt eine Bilddarstellung der Insel Helgoland in der Nordsee mit einem von rechts herankommenden Luftschiff. Die Platte enthält zudem die biografischen Informationen und zitiert zwei Bibelverse. Am oberen und unteren Randbogen ist jeweils zu lesen:

„Joh. 18,2. Soll ich den Kelch nicht trinken, den mir mein Vater gegeben hat?“

„Off. 2,10. Sei getreu bis an den Tod, so will ich Dir die Krone des Lebens geben.“

## Verlegte Gedenkstätte

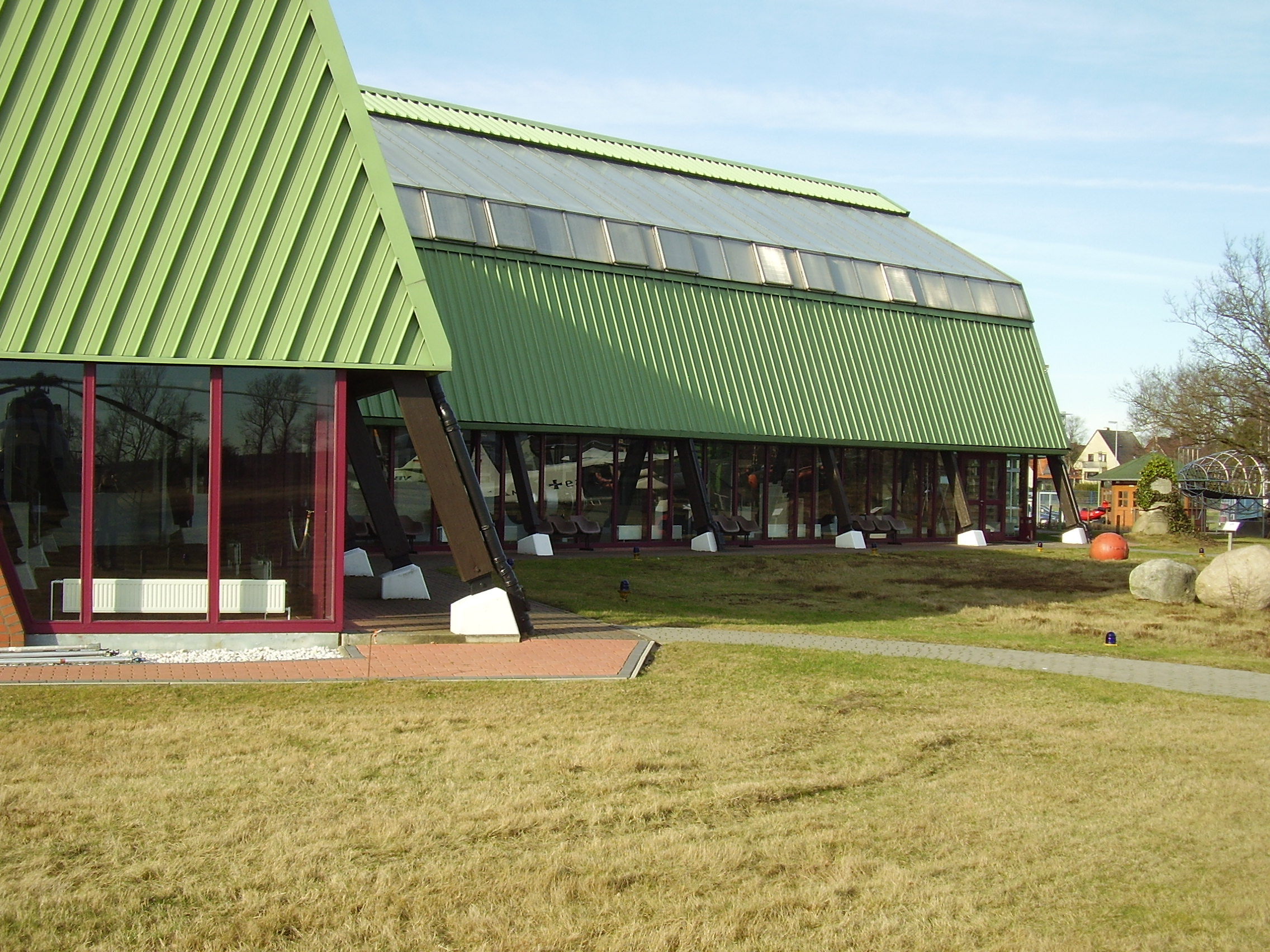
Neuer Standort der Gedenkstätte, pflanzenüberwuchert rechts neben der hinteren Gebäudeecke des Aeronauticums in Nordholz

In Nordholz auf dem Gelände des Luftschiff- und Marinefliegermuseums Aeronauticum steht ein weiteres Denkmal, das ursprünglich in der Nähe des Luftschiffhafens Hamburg-Fuhlsbüttel, in Hamburg-Langenhorn stand.
Am 10. Januar 1911 wurde unter tatkräftiger Unterstützung von Edmund Siemers die Hamburger Luftschiffhallen GmbH (HLG) gegründet. Im Januar 1912 wurde der Luftschiffhafen auf rund 45 Hektar des heutigen Gebietes des Flughafens Hamburg in Hamburg-Fuhlsbüttel in Betrieb genommen. 1913 wurde die Fläche um rund 15 Hektar erweitert, wobei der nördliche Bereich der nun 60 Hektar großen Gesamtfläche den Luftschiffen vorbehalten war und der südliche den Flugzeugen.
Unweit des Geländes für Luftschiffe befand sich an der Langenhorner Chaussee 91 in Hamburg-Langenhorn das Gasthaus Ude’s Garten, auch Ude’s Garten Etablissement, mit einem zugehörigen 15.000 m² großen Park, das scheinbar eine Zeit lang ein Treffpunkt der Marineluftschiffmannschaften war. Zudem war dort später auch der Treffpunkt des Vereins ehemaliger Marine-Luftschiffer. Kurz nach dem Absturz von L 1 wurde dort 1913 eine Gedenkstätte aus aneinandergepassten großen sowie kleinen Findlingen und bearbeiteten, abgeflachten Steinen errichtet, etwa in Höhe Langenhorner Chaussee 85. Der höchste Stein, ein abgeflachter, trug zwischen einem eingemeißelten Anker und der Datumsangabe 9. Sept. 1913 die Inschrift:

„Zur ehrenden Erinnerung an die tapfere Besatzung L1“

Ein unterer Stein trug unter einem eingearbeiteten Zeppelin die Inschrift:

„Dem Gedenken der im Dienste der Marine-Luftschiffahrt gebliebenen Kameraden“

Die dritte Inschrift kann man auf dem Foto nicht lesen. Sie befindet sich auf dem abgeflachten Stein unter dem höchsten Stein und fängt mit dem Wort „Auf“ an.
Das Gasthaus wurde um 1850 ursprünglich als Altenteilerhaus der Langenhorner Vogtshufe (Hufe IV) gebaut. Um 1940 bis ca. 1973 firmierte es als Hotel Zum Deutschen Eck. Ab 1973 bis zum Abriss 1986 wurde es als China-Restaurant genutzt. Auf dem Gelände wurde kurz nach dem Abriss das Airport Hotel Hamburg im Landhausstil gebaut, das inzwischen nach der Übernahme 2005 unter Courtyard Hamburg Airport Hotel firmiert. Wo das alte Gasthaus stand, ist heute, etwas zurückgelegener als damals, das Restaurant Concorde des Hotels.
Irgendwann wurde das Denkmal zerlegt, zum neuen Standort nach Nordholz transportiert und dort wieder zusammengesetzt. Der ursprünglich weiße Anker und die ursprünglich weiße Datumsangabe sowie die beiden oberen, ursprünglich weißen Inschriften sind nun schwarz, wie die unterste Inschrift und der Zeppelin, die beide ihre ursprüngliche Farbe behielten.